# Polychaos dubium
Polychaos dubium — вид найпростіших-амебозоїв родини Amoebidae. Polychaos dubium був раніше відомий як Amoeba dubia.

## Поширення
Мешкає прісних водоймах. Зразки були зібрані в Північній Америці та Північній Європі. Протист живиться мікроскопічними водоростями.

## Опис
Як і інші амебозої, P. dubium переміщається допомогою тимчасових виростів, що називаються псевдоножками. При швидкому пересуванні, P. dubium може стати моноподіальним (присутній тільки одна псевдоподія), але є в середньому 12 псевдоподій. Кристали, плаваючі в цитоплазмі приймають форму плоских біпірамід, плоских пластин або кластерних тромбоцитів. Ядро має еліпсоїдну форму, має гранули з мембраною та відсутня ендосома.
P. dubium має один з найбільших геномів, що відомий у будь-якого організму. Його геном складається з 670 млрд пар основ в ДНК. Він у 200 разів більший, ніж геном людини.